# Thesium thomsonii
Thesium thomsonii är en sandelträdsväxtart som beskrevs av Radovan Hendrych. Thesium thomsonii ingår i släktet spindelörter, och familjen sandelträdsväxter. Inga underarter finns listade i Catalogue of Life.